# Olaf Lubaszenko

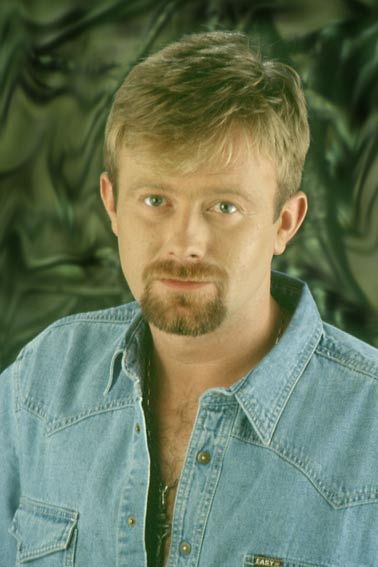
Olaf Linde-Lubaszenko

Olaf Linde-Lubaszenko (* 6. Dezember 1968 in Breslau) ist ein polnischer Regisseur und Schauspieler.

## Leben
Lubaszenko ist Sohn einer Schauspielerfamilie. Seine Mutter Asja Lamtiugina und Edward Linde-Lubaszenko waren bereits bekannte Schauspieler in Polen als Olaf geboren wurde. Vor seiner Schauspielkarriere studierte Lubaszenko in Warschau Soziologie und Katholische Theologie. Heute gilt er als einer der beliebtesten Filmschaffenden seines Landes. Für die Hauptrolle in Vladimír Micháleks Drama Der Bastard muss sterben (1998) erhielt er 1999 den Polnischen Filmpreis als Bester Hauptdarsteller.

## Filmografie (Auswahl)

### Schauspieler
- 1988 – Dekalog, Sechs (6. Teil aus Dekalog) – Regie: Krzysztof Kieślowski (mit Grażyna Szapołowska)
- 1988 – Dekalog, Zehn – Regie: Krzysztof Kieślowski (mit Jerzy Stuhr und Zbigniew Zamachowski)
- 1991 – Kroll – Regie: Władysław Pasikowski (mit Bogusław Linda)
- 1992 – Hunde (Psy) – Regie: Władysław Pasikowski (mit Bogusław Linda)
- 1993 – Schindlers Liste (Schindler’s List) – Regie: Steven Spielberg (wie zahlreiche polnische Filmstars spielte er eine kleine Nebenrolle)
- 1994 – Les Amoureux – Regie: Catherine Corsini (mit Nathalie Richard)
- 1998 – Demony wojny według Goi
- 1999 – Töchter des Glücks (A szerencse lányai) – Regie: Márta Mészáros (mit Olga Drozdova und Jan Nowicki)
- 2001 – Edges of the Lord – Verlorene Kinder des Krieges (Edges of the Lord) – Regie: Yurek Bogayevicz (mit Haley Joel Osment und Willem Dafoe)
- 2002 – Tam i z powrotem – Regie: Wojciech Wójcik (mit Janusz Gajos und Jan Frycz)
- 2021 – Liebe² (Miłość do kwadratu)
- 2022 – Hellhole (Ostatnia wieczerza) – Regie: Bartosz M. Kowalski

### Regisseur
- 1997 – Sztos – (mit Jan Nowicki und Cezary Pazura)
- 2000 – Chłopaki nie płaczą – (mit Maciej Stuhr und Cezary Pazura)
- 2001 – Poranek kojota
- 2002 – E=mc2 (mit Cezary Pazura und Lubaszenko)
- 2002 – Złoty środek (mit Cezary Pazura, in einer Nebenrolle Roger Guerreiro)